# Universidad Libre de Berlín
La Universidad Libre de Berlín (abrev.: FU Berlín o FUB, alemán: "Freie Universität Berlin") es la mayor de las cuatro universidades de Berlín, todas ellas públicas, y una de las más grandes y prestigiosas de Alemania. Dentro del marco de la iniciativa por la excelencia académica del gobierno alemán, se le otorgó el estatus de "universidad élite" por la calidad de sus programas orientados al futuro. Este estatus lo comparte con otras 9 universidades en el país y en términos prácticos significa presupuestos adicionales para la investigación, así como admisiones restringidas.
Fundada en Berlín Occidental durante la Guerra Fría, su nombre se refiere al estatus de la ciudad como parte del llamado Mundo libre Occidental. En el Times Higher Education Ranking de reputación 2015, la Universidad Libre de Berlín ocupó el puesto 51 a nivel mundial.

## Historia
Se fundó en 1948 gracias a la iniciativa de estudiantes y profesores que estaban relegados por sus puntos de vista políticos de la Universidad Humboldt de Berlín, antiguamente la tradicional Friedrich-Wilhelms-Universität de Berlín, y en esos momentos controlada por las autoridades soviéticas del sector Este. La FU Berlín fue en 1968 el centro del izquierdista movimiento alemán del estudiante, la contraparte alemana de los movimientos de París, la escuela de Economía de Londres y la Universidad de California, Berkeley. Entre los activistas de ese tiempo se cuentan el sindicato de estudiantes socialista alemán SDS y la figura de Rudi Dutschke. Por la década de 1980, se había convertido en la universidad alemana más grande con 66.000 estudiantes. En la época de la reestructuración democrática de la Universidad Humboldt en la década de 1990 después de la reunificación alemana, la Freie Universität Berlin contaba con unos 38.000 estudiantes. Su campus principal está situado en Dahlem en el distrito de la ciudad Steglitz-Zehlendorf.
En años recientes se discute en Berlín sobre la creación de una súper universidad, que fusionaría a las tres mayores universidades de la ciudad (Universidad Libre, Universidad Técnica y Humboldt). Sin embargo, no ha habido grandes avances en esta dirección salvo el fusionamiento de las facultades de Medicina de la Universidad Libre y la Universidad Humboldt.

## Generalidades
La investigación en la Freie Universität Berlin se enfoca preferentemente a las humanidades, las ciencias sociales y las ciencias de la salud. Entre los eruditos prominentes de la universidad figuran el filósofo Jacob Taubes, el filólogo Péter Szondi, la juez alemana del Tribunal Supremo Jutta Limbach, el anterior presidente alemán Roman Herzog y la candidata presidencial alemana del 2004 Gesine Schwan. Los robots futbolistas del departamento de informática fueron subcampeones del mundo en 1999, 2000 y 2003 y campeones del mundo en 2004 y 2005 guiados por el experto en inteligencia artificial mexicano Raúl Rojas.

## Facultades
La universidad tiene 12 Facultades, tres institutos centrales interdisciplinarios y otras instituciones centrales de servicios:
1. Biología, Química, Farmacia
2. Negocios y Económicas
3. Ciencias de la Tierra
4. Pedagogía y Psicología
5. Historia y Estudios Culturales
6. Derecho
7. Matemáticas e Informática

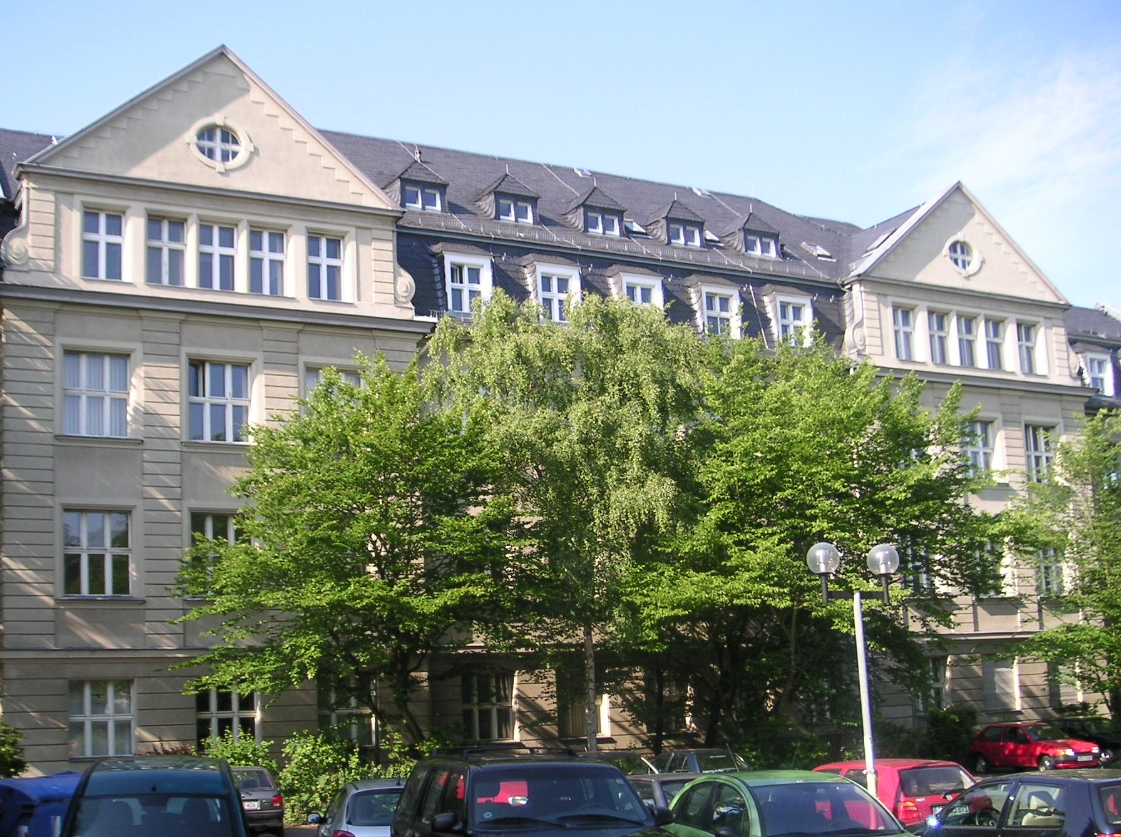
Facultad de derecho.

8. Charité (Universidad Médica de Berlín), Facultad conjunta con la Universidad Humboldt de Berlín
9. Filosofía y Humanidades
10. Física
11. Ciencias Sociales y Política
12. Veterinaria

### Institutos Centrales Interdisciplinarios
1. Instituto John F. Kennedy para estudios de Norteamérica
2. Instituto para estudios de América Latina

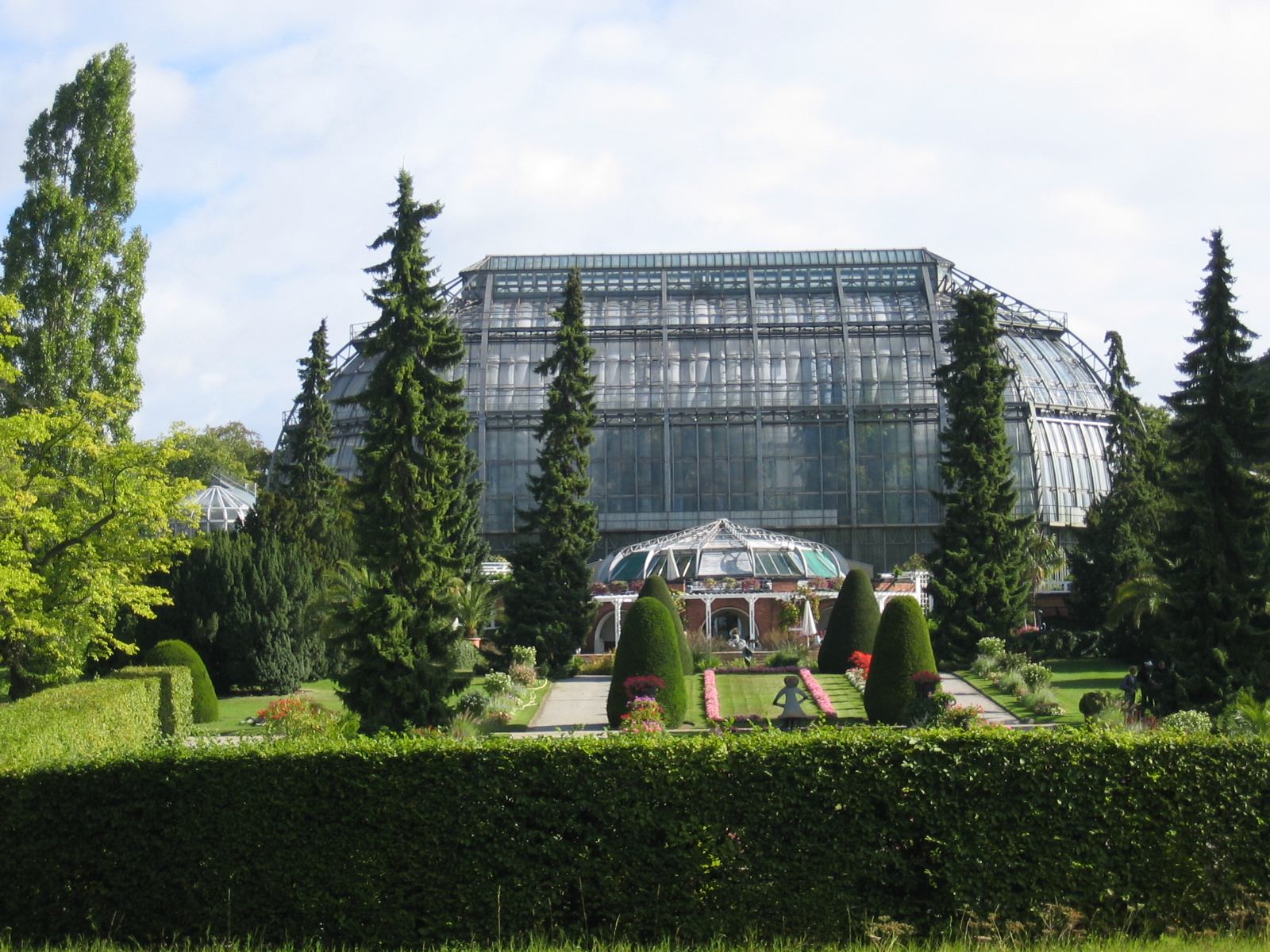
Invernaderos tropicales del Jardín Botánico.

3. Instituto para estudios de Europa del Este

### Instituciones de Servicios
1. Jardín Botánico y Museo de Botánica de Berlín.
2. Centro para la Ayuda Académica, Carreras y Servicios de Asesoramiento
3. Centro para Postgrado
4. Centro para la promoción de la mujer y estudios de género
5. Centro de deportes de ocio
6. Centro de Informática
7. Centro de Idiomas
8. Biblioteca Universitaria

## Personas destacadas
- Eberhard Diepgen, alcalde de Berlín Oeste (1984–1989, 1991–2001) (alumno)
- Rudi Dutschke, vocero del movimiento estudiantil alemán en la década de 1960 (alumno)
- Hans Eichel, ministro de Finanzas alemán (1999–2005) (alumno)
- Gudrun Ensslin, terrorista (alumno)
- Gerhard Ertl, físico, Premio Nobel de Química (2007) (docente)
- Günter Faltin, economista (docente)
- Paul Feyerabend, filósofo (docente)
- Andrea Fischer, ministro de Salud alemán (1998–2001) (alumno)
- Ernst Fraenkel, politólogo (docente)
- Jonathan Franzen, novelista (alumno)
- Edwin Gentzler, germanista y traductólogo (alumno)
- Klaus Hänsch, presidente del Parlamento Europeo (1994–1997) (alumno / asistente científico)
- Roman Herzog, Presidente de Alemania (1994–1999) (docente)
- Klaus Holzkamp, psicólogo (1949-1995) (alumno / docente)
- Renate Künast, ministra de Agricultura alemana (2001–2005) (alumna)
- Helga Zepp-LaRouche, activista política, esposa de Lyndon LaRouche (alumna)
- Jutta Limbach, presidenta del Tribunal Constitucional de Alemania (1994–2002), presidenta del Goethe-Institut (2002–2008) (alumna / docente)
- Herbert Marcuse, sociólogo (docente)
- Walter Momper,  alcalde de Berlín Oeste (1989–1991) (alumno)
- Herta Müller, novelista, Premio Nobel de Literatura (2009) (docente)
- Ernst Nolte, historiador (docente)
- Günter Rexrodt, ministro de Economía alemán (1993–1998) (alumno)
- Raúl Rojas, informático (docente)
- Ernst Ruska, físico, Premio Nobel de Física (1986) (docente)
- Otto Schily, ministro del Interior alemán (1998–2005) (alumno)
- Gesine Schwan, politóloga (2004) (docente)
- Reinhard Selten, economista, Premio Nobel de Economía (1994) (docente)
- Péter Szondi, literato (docente)
- Klaus Wowereit, alcalde de Berlín (2001-2014) (alumno)
- Georges Tamer, académico del Islam (alumno / docente)
- Jacob Taubes,  sociólogo de la religión, filósofo, académico del judaísmo (docente)
- Sergio Ramírez, escritor, periodista, político y abogado nicaragüense, ganador del Premio Miguel de Cervantes (2018)
- Claus Behn, médico cirujano, académico de la Facultad de Medicina UCH y USS  (1970) (alumno)